# Roeser
Roeser (lb. Réiser) − miejscowość i gmina (gemeng / commune / Gemeinde) w południowym Luksemburgu, w kantonie Esch-sur-Alzette. Do 3 października 2015 gmina leżała w dystrykcie Luksemburg. Siedziba administracyjna gminy znajduje się w miejscowości Roeser. Liczy 6657 mieszkańców (1 stycznia 2023).  

## Podział administracyjny
Do gminy należy siedem miejscowości, w tym siedem (Uertschaft) oraz żaden lieu-dit:
1. Berchem (Bierchem)
2. Bivange (Béiweng / Biwingen)
3. Crauthem (Krautem)
4. Kockelscheuer (Kockelscheier)
5. Livange (Léiweng / Livingen)
6. Peppange (Peppeng / Peppingen)
7. Roeser (Réiser)

## Współpraca
Miejscowości partnerskie:
- Simmern/Hunsrück, Niemcy
- Turi, Włochy